# Wschodnia Rumanowa Czuba
Wschodnia Rumanowa Czuba (słow. Východný Rumanov zub, 2307 m) – turnia znajdująca się w grani głównej Tatr Wysokich, między Bartkową Turnią (Bartkova veža, 2353 m) a Zachodnią Rumanową Czubą. Oddzielona od Zachodniej Rumanowej Czuby przez Pośrednią Rumanową Przełęcz, z kolei od Bartkowej Turni przez Wschodnią Rumanową Przełęcz.
Wschodnia Rumanowa Czuba to prawie poziomy odcinek grani o długości około 250 m. W jej zachodniej części, tuż przy Pośredniej Rumanowej Przełęczy znajduje się pionowy uskok o 6-metrowej wysokości. Na północ, do Doliny Ciężkiej czuba opada prawie pionową ścianą o wysokości około 250 m. Opadająca do Dolinki Rumanowej ściana południowa jest około dwukrotnie niższa i dwubarwna. Jej dolną część tworzą jasne, niezbyt strome, ale lite i bardzo gładkie płyty płyty, górna część ściany jest niemal czarna. Wypolerowane płyty tej ściany to efekt działania lodowca.

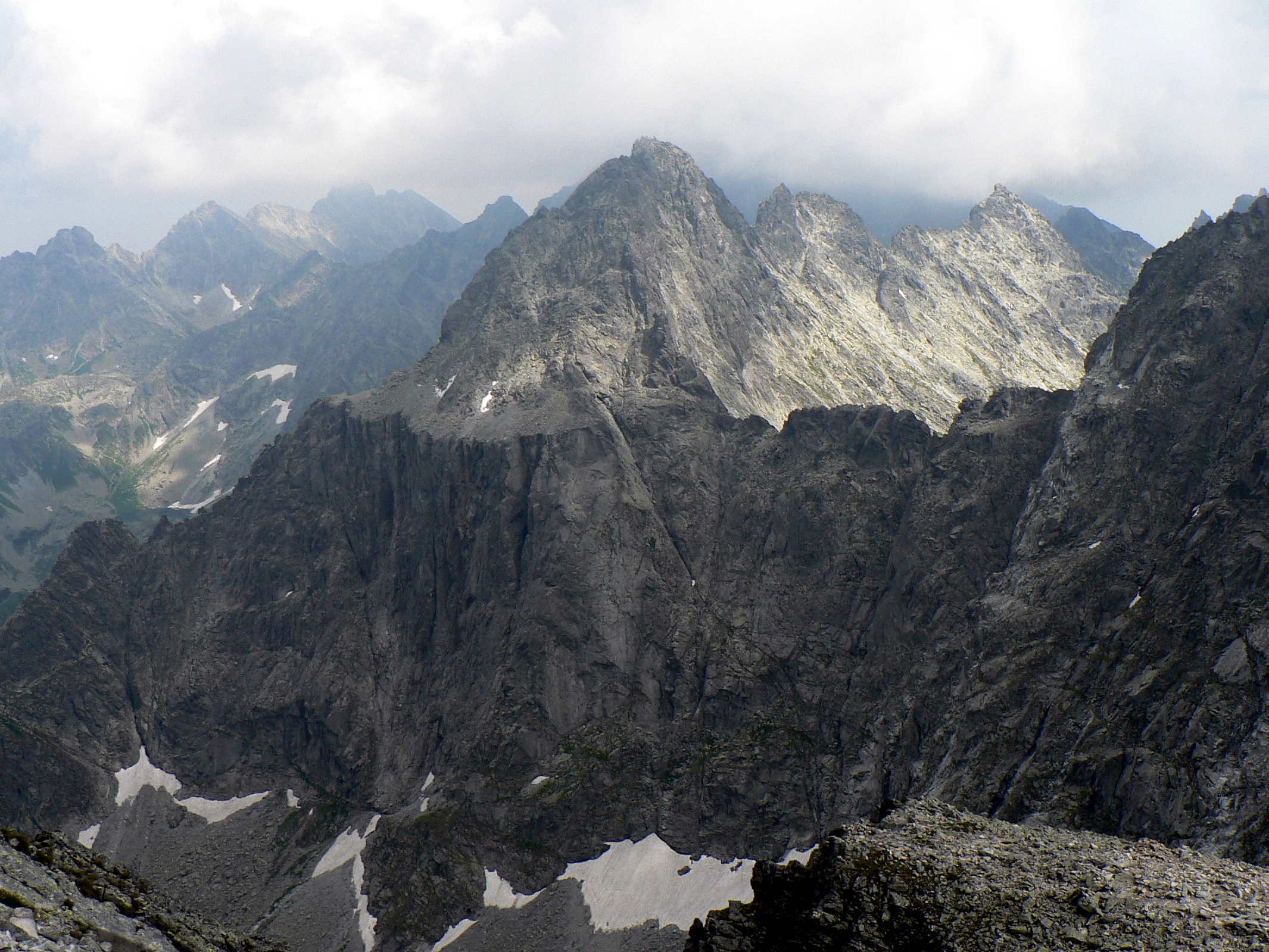
Widok z Rysów
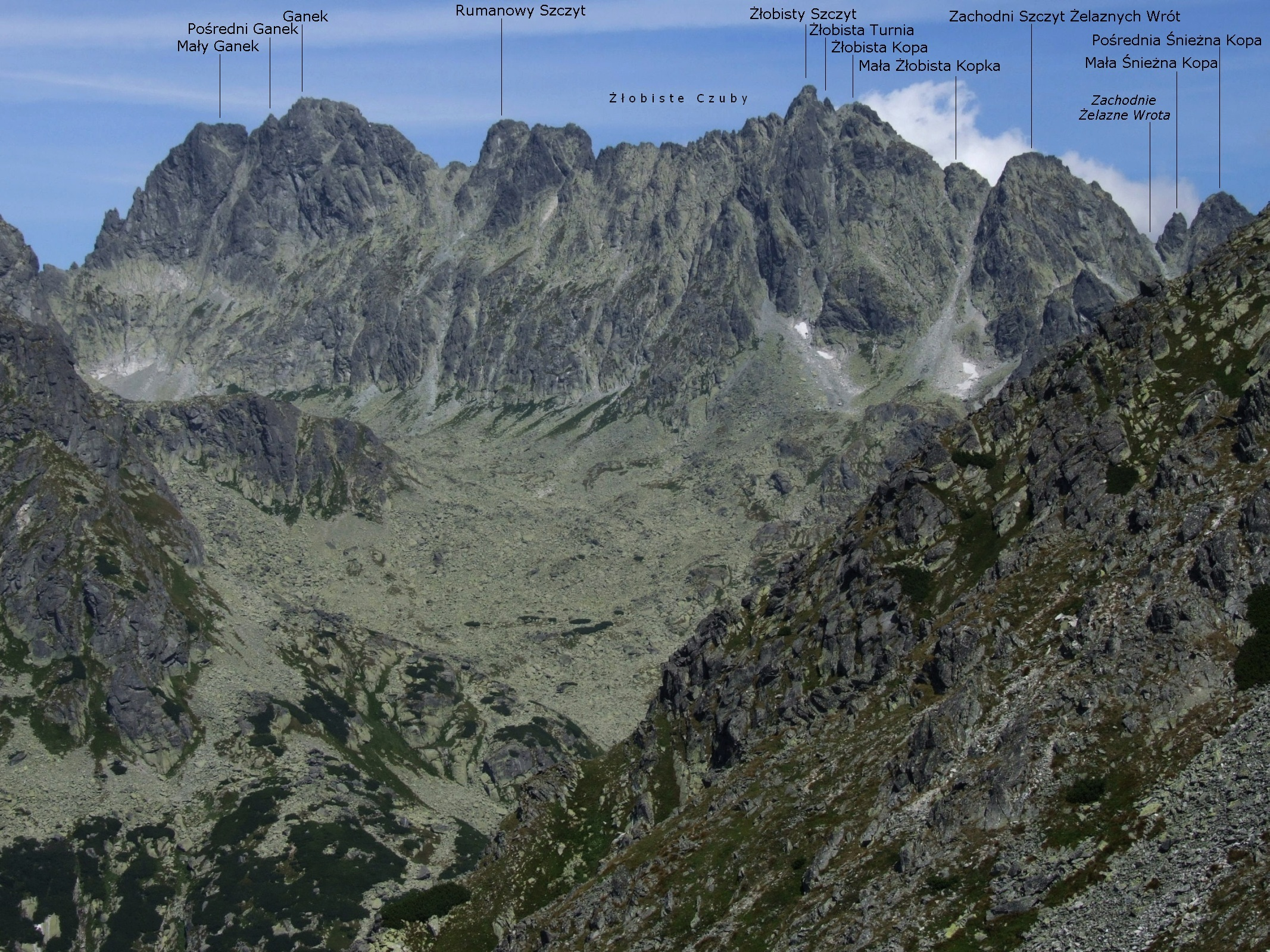
Wschodnia Rumanowa Przełęcz – najniższe ze wcięć po lewej stronie zdjęcia
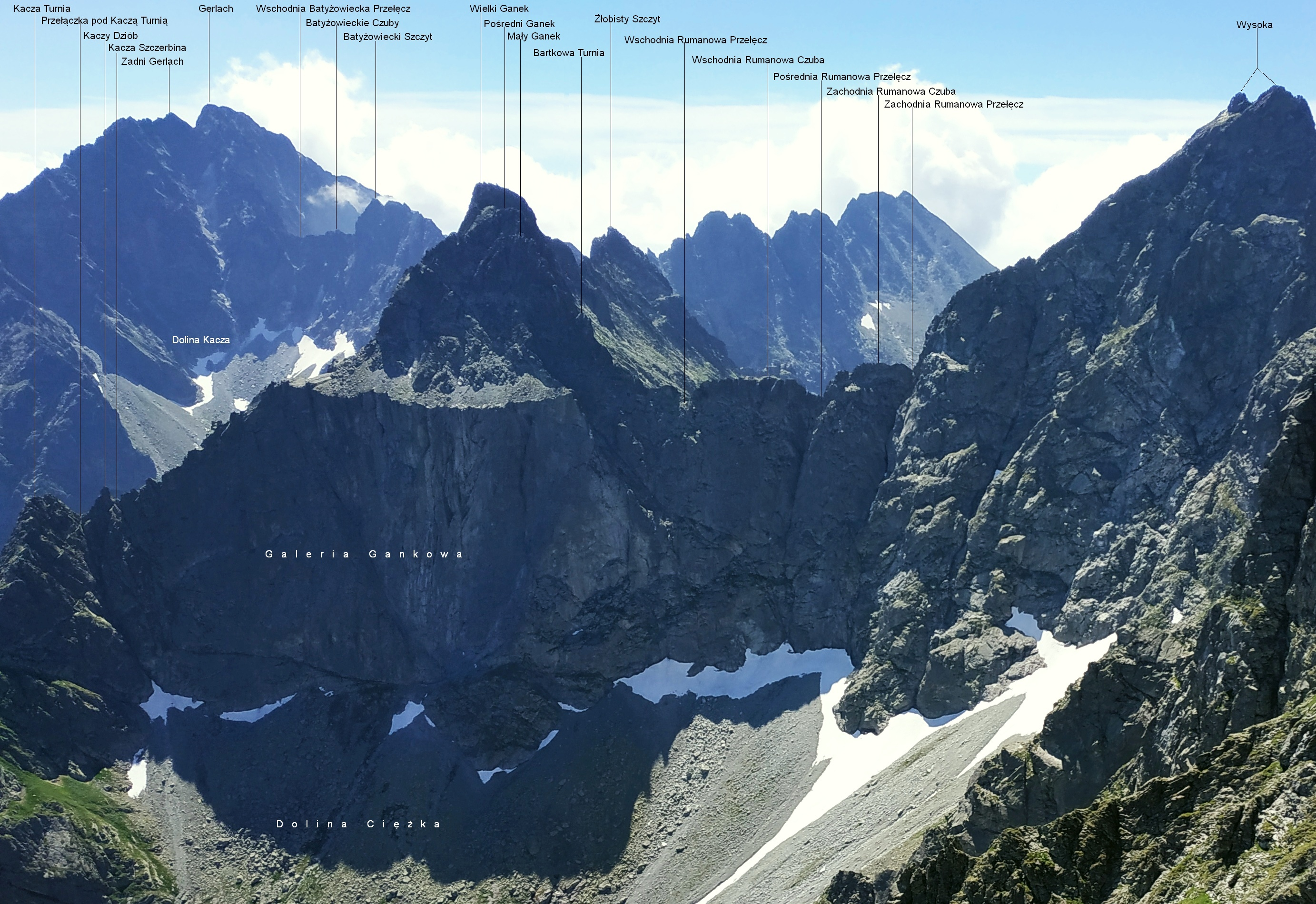
Widok z Niżnych Rysów

## Taternictwo
Nie prowadzi tędy żaden znakowany szlak turystyczny, jest to natomiast rejon dozwolony do uprawiania taternictwa.
1. Granią ze Wschodniej Rumanowej Przełęczy; II w skali tatrzańskiej, A0, czas przejścia 30 min
2. Ze Wschodniej Rumanowej Przełęczy obchodząc grań; I, 20 min
3. Od południa, północną ścianą; V, 4 godz., górą lita skała[4].